# Іванюхін Олександр Миколайович
Олександр Миколайович Іванюхін (3 лютого 1967, Донецьк) — український легкоатлет. Майстер спорту України міжнародного класу. Багаторазовий призер літніх Паралімпійських ігор. Призер чемпіонатів Європи та світу.
Займався легкою атлетикою у Донецькому регіональному центрі з фізичної культури і спорту інвалідів «Інваспорт».
Входив до складу збірної команди України з легкої атлетики серед інвалідів з вадами зору (1999–2009).

## Державні нагороди
- Орден «За мужність» II ступеня (7 жовтня 2008) — За досягнення високих спортивних результатів на XIII літніх Паралімпійських іграх в Пекіні (Китайська Народна Республіка), виявлені мужність, самовідданість та волю до перемоги, піднесення міжнародного авторитету України[1]
- Орден «За мужність» III ступеня — За досягнення значних спортивних результатів, підготовку чемпіонів та призерів ХІІ літніх Паралімпійських ігор у Афінах, піднесення міжнародного престижу України [2]